# NGC 2031
NGC 2031 (również ESO 56-SC153) – gromada otwarta, znajdująca się w gwiazdozbiorze Góry Stołowej, w Wielkim Obłoku Magellana. Została odkryta 3 listopada 1834 roku przez Johna Herschela.